# Richard Lewisohn
Richard Lewisohn (Hamburgo, Alemania 12 de julio de 1875-Nueva York 11 de agosto de 1961) fue un médico, cirujano, investigador y escritor germano-estadounidense. Trabajó en el Hospital Monte Sinaí en Manhattan, donde desarrolló procedimientos que hicieron que la transfusión de sangre fuese práctica y segura, al descubrir y utilizar citrato de sodio como anticoagulante.

## Biografía
Lewisohn asistió a la Escuela médica en Kiel en 1893. Recibió su doctorado por la Universidad de Friburgo en 1899 con su tesis acerca de tumores malignos en los riñones. Sirvió como ayudante de Karl Weigert durante un periodo de dos años en el Instituto Senckenberg en Fráncfort del Meno.
En 1904, se convirtió en ayudante de Geheimrat Czerny en la ciudad de Heidelberg. En 1906 emigró a los Estados Unidos, estableciéndose en la ciudad de Nueva York, donde se especializó y trabajó como médico gastroenterólogo y cirujano. Desde 1928 a 1936 fue jefe del servicio quirúrgico en el Hospital Monte Sinai.
Siguiendo la especulación temprana acerca de las transfusiones y de su experimentación en animales, en abril de 1914 el médico belga Albert Hustin utilizó citrato de sodio para impedir la coagulación de la sangre durante una transfusión de sangre. Luis Agote también utilizó el citrato como método anticoagulante en Buenos Aires el 14 de noviembre de 1914.
Trabajando independientemente, Lewisohn contribuyó, en 1915, a determinar la óptima concentración de citrato de Sodio para preservar la sangre sin inducir la toxicidad (0.2% para transfusiones no superando los 5g). El uso correcto del citrato de sodio hizo posible preservar la sangre por periodos más largos de tiempo y utilizarla cuando era requerida. Sus investigaciones fueron de gran ayuda durante la Primera Guerra Mundial aunque solo fue utilizado en los servicios médicos británicos recién en 1917 (por Oswald Robertson).
En 1922, convenció a su colega Albert Berg para realizar la primera gastrectomía subtotal en los Estados Unidos, debido a un diagnóstico de úlcera Péptica que no tenía otro tratamiento que no fuera la cirugía. Anteriormente a esto, había viajado a Hans von Haberer en Innsbruck, Austria, donde el método quirúrgico ya había sido aplicado y donde se familiarizó con las nuevas técnicas aplicadas en el quirófano. Después del exitoso resultado en el Hospital Monte Sinai, la técnica fue extendida al resto de los Estados Unidos indicada para el tratamiento de las úlceras resistentes a otro tratamiento. Lewisohn fue también contemporáneo de Alexis Moschcowitz y su sucesor cuando era jefe del servicio quirúrgico en Monte Sinaí.
En 1937, Lewisohn se retiró de la práctica quirúrgica activa y se dedicó a ser cirujano de consulta. Centró su tiempo en la investigación sobre el cáncer, y fue "el primero en definir la importancia del ácido fólico en la biología de cáncer" y fue "uno de los primeros que utilizó clínicamente al Acido fólico como antagonista". Invirtió aproximadamente diez años en la investigación, antes de retirarse por completo, sólo se volvió al mundo de la medicina en 1954, para supervisar la creación de un laboratorio de investigación sobre nuevas células en el Hospital Monte Sinai, este proyecto fue posible gracias a una gran donación.
En 1955 recibió de la Asociación americana de Sangre el Premio Conmemorativo Karl Landsteiner. En enero de 1959 se convirtió en miembro Honorario de la Real Universidad de Cirujanos de Inglaterra, habiendo sido socio de la Universidad americana de Cirujanos desde 1916. Lewisohn fue también Socio de laAsociación Americana de Gastroenterología  y de la Junta Americana de Cirugía.
Lewisohn tuvo varios hijos con su compañera de toda la vida, Constance.

## Obra

### Algunas publicaciones
- Lewisohn, Richard (1924). "El Método del citrato de Transfusión de Sangre después de Diez Años; Retrospectiva". Lewisohn, Richard (1924). «The Citrate Method of Blood Transfusion after Ten Years; A Retrospect». The Boston Medical and Surgical Journal 190 (18): 733-742. ISSN 0096-6762. doi:10.1056/NEJM192405011901801. (18): 733–742. doi:10.1056/NEJM192405011901801.
- Lewisohn, Richard (1952). "Transfusión de sangre mediante el método del citrato". Lewisohn, Richard (1952). «Blood transfusion by the citrate method». The American Journal of Medicine 13 (5): 550-555. ISSN 0002-9343. doi:10.1016/0002-9343(52)90019-3. (5): 550–555. doi:10.1016/0002-9343(52)90019-3 (reimpreso del original de 1915)